# 捜査心理学
捜査心理学（そうさしんりがく、英: Investigative psychology）は法科学の一分野。法心理学の一環として、心理学の研究方法を犯罪の捜査に応用する。
犯罪心理学や行動科学を活用して、犯罪者プロファイリングや科学的アプローチとされるカーター方式の分析を行ったり、人質事件に関する研究や取調べに関する研究を行い、捜査における情報の評価や利用の方法の客観性を高めるための学問である。